# Уваровська
Ува́ровська (рос. Уваровская) — присілок у складі Афанасьєвського району Кіровської області, Росія. Входить до складу Пашинського сільського поселення.
Населення становить 4 особи (2010, 8 у 2002).
Національний склад станом на 2002 рік — росіяни 100 %.